# Néon rose
Hemigrammus erythrozonus
Espèce
Le Néon rose ou Tétra lumineux (Hemigrammus erythrozonus) est un poisson appartenant à la famille des Characidae. On le rencontre en Amérique du Sud mais c'est aussi un poisson d'aquarium apprécié.

## Description de l'espèce

### Morphologie
Le néon rose doit son nom aux similitudes de forme et de taille avec le néon bleu (Paracheirodon innesi) à la différence qu'il est rose et que cette coloration est moins intense que ce dernier, remplaçant la bande bleue fluorescente par une ligne rose lumineuse sur fond argenté avec de jolies nageoires blanches uniques chez cette espèce (mais seulement quand ils sont maintenus dans de bonnes conditions) . Les femelles les plus imposantes mesurent jusqu'à 5 cm à l'âge adulte mais les dimensions habituelles sont plus proches de 4 cm.
L'espèce présente un dimorphisme sexuel. On différencie les femelles à leur ventre plus arrondi, alors que les mâles sont bien sveltes et plus petits.

### Comportement
Il a un mode de vie grégaire, au sein d'un grand banc. Dans le banc existe une hiérarchie. Il est plus vif que les autres néons, pacifique et paisible. Les néons utilisent leur nombre et leurs couleurs pour tenir à distance les prédateurs.
C'est un poisson omnivore à tendance carnivore.
Il peut vivre plus de 6 ans.

### Habitat naturel
Poisson venant d'Amérique du Sud, il est originaire plus précisément de Guyane.
Le Néon rose peut être plus coloré s'il est maintenu dans des conditions acides ph de 5,8 à 6,8

## Maintenance en captivité
| Origine         | Guyane                      | Eau           | Eau douce                          |
| Dureté de l'eau | 4 à 14, optimale: 8 °GH     | pH            | 6 à 7.5, optimale: 6,8             |
| Température     | 20 à 27, optimale: 23-24 °C | Volume mini.  | 120 l (longueur de 100 cm minimum) |
| Alimentation    | Omnivore                    | Taille adulte | env. 4,5 cm                        |
| Reproduction    |                             | Zone occupée  | Milieu                             |
| Sociabilité     | Paisible et grégaire        | Difficulté    | Facile à délicat                   |

Le mode de vie grégaire de cette espèce nécessite un groupe de 8-10 individus minimum pour permettre leur épanouissement. Un grand bac d'au moins 100 cm de façade est un minimum pour cette espèce plus vive que les autres néons. Il vit dans l'eau douce qui doit être légèrement acide à neutre, dont la température se situera autour de 20 à 27 °C avec un pH de 6 à 7,5 et une dureté de 4°d GH à 14°d GH (ne pas viser les extrêmes).
Alimentation : flocons, artémias, nourriture vivante (aime les vers de vase).